# Hrvatski Nogometni Klub Hajduk Split 2023-2024
Questa voce raccoglie le informazioni riguardanti il Hrvatski Nogometni Klub Hajduk Split nelle competizioni ufficiali della stagione 2023-2024.

## Stagione
Quella del 2023-2024 è la 33ª stagione consecutiva nel torneo di massima serie croata.

## Divise e sponsor
Lo sponsor tecnico è Macron, il main sponsor è Tommy, mentre il back sponsor è SuperSport. La prima divisa è costituita da maglia bianca con colletto e bordi manica su cui sono presenti linee rosse e blu. La divisa in trasferta è composta da righe verticali rosse e blu con un design "effetto pennarello".
| Casa | Trasferta |

## Organigramma societario
Di seguito l'organigramma societario.
Consiglio di amministrazione
- Presidente: Lukša Jakobušić, da aprile Marinka Akrap[7], da aprile Ivan Bilić
- Membri: Marinka Akrap, Ivan Matana

Consiglio di sorveglianza
- Presidente: Aljoša Pavelin
- Vicepresidente: Goran Jujnović Lučić
- Membri: Lukas Oliver Pavić, Dražen Zec, Roberto Bitunjac

Assemblea
- Presidente: Vinko Radovani

Organo consultivo "Hajdučka zajednica"
- Membri: Zvonimir Akrap, Toni Bartulović, Branimir Britvić, Damir Dominiković, Robert Kalinić, Goran Krizmanić, Renato Miočić, Ivan Ostojić, Mario Pavić, Mijo Pašalić, Stipan Rimac

Area tecnica
- Direttore sportivo: Mindaugas Nikoličius
- Allenatore: Ivan Leko, da ottobre Mislav Karoglan, da aprile Jure Ivanković
- Allenatore in seconda: Adnan Čustović, da ottobre Dragan Blatnjak, da aprile Goran Milović
- Assistente tecnico: da ottobre Jure Ivanković, da aprile Siniša Šegović
- Lavoro individuale: fino ad aprile Goran Karoglan
- Responsabile della preparazione atletica: fino ad ottobre Matthias De Baerdemaeker
- Preparatori atletici: Šime Veršić, Antonio Plenča
- Preparatore dei portieri: Tomislav Rogić, da ottobre Darko Franić
- Team manager: Stjepan Badrov
- Video analyst: Antonio Sebežević, Marko Lozina fino ad ottobre, da ottobre Bruno Baćina

Magazzinieri: Miro Čolak, Zlatko Piteša
Area sanitaria
- Responsabile: Ante Bandalović
- Medici sociali: Tomislav Barić, Vladimir Ivančev, Boris Bećir, Ante Turić
- Odontoiatria: Marin Popović
- Responsabile area fisioterapia: Josip Gruica
- Fisioterapisti: Filip Brnas, Nikola Šarić, Tomislav Džeko, Ivan Gršković
- Nutrizionista: Dragana Olujić

## Rosa
Di seguito la rosa (numerazione aggiornate al 29 aprile 2024).
| N. |                           | Ruolo | Calciatore                   |
| -- | ------------------------- | ----- | ---------------------------- |
| 1  | Croazia (bandiera)        | P     | Toni Silić                   |
| 3  | Croazia (bandiera)        | D     | Dominik Prpić                |
| 4  | Croazia (bandiera)        | A     | Ivan Perišić                 |
| 5  | Costa d'Avorio (bandiera) | D     | Ismaël Diallo                |
| 6  | Croazia (bandiera)        | C     | Mihael Žaper                 |
| 7  | Australia (bandiera)      | C     | Anthony Kalik                |
| 8  | Belgio (bandiera)         | C     | Vadis Odjidja-Ofoe           |
| 9  | Croazia (bandiera)        | A     | Nikola Kalinić               |
| 10 | Croazia (bandiera)        | A     | Marko Livaja (vice capitano) |
| 11 | Marocco (bandiera)        | C     | Yassine Benrahou             |
| 13 | Austria (bandiera)        | P     | Ivan Lučić                   |
| 14 | Austria (bandiera)        | C     | Lukas Grgic                  |
| 17 | Croazia (bandiera)        | D     | Dario Melnjak                |
| 18 | Marocco (bandiera)        | D     | Fahd Moufi                   |
| 19 | Croazia (bandiera)        | D     | Josip Elez                   |
| 20 | Croazia (bandiera)        | C     | Niko Sigur                   |
| 21 | Stati Uniti (bandiera)    | C     | Rokas Pukštas                |
| 22 | Germania (bandiera)       | A     | Leon Dajaku                  |
| 23 | Croazia (bandiera)        | C     | Filip Krovinović             |
| 24 | Croazia (bandiera)        | D     | Dino Mikanović               |

| N. |                                 | Ruolo | Calciatore               |
| -- | ------------------------------- | ----- | ------------------------ |
| 25 | Croazia (bandiera)              | D     | Filip Uremović           |
| 26 | Croazia (bandiera)              | C     | Ivan Dolček              |
| 27 | Macedonia del Nord (bandiera)   | A     | Aleksandar Trajkovski    |
| 28 | Croazia (bandiera)              | C     | Roko Brajković           |
| 29 | Slovenia (bandiera)             | A     | Jan Mlakar               |
| 30 | Ungheria (bandiera)             | C     | László Kleinheisler      |
| 31 | Croazia (bandiera)              | D     | Zvonimir Šarlija         |
| 32 | Croazia (bandiera)              | D     | Šimun Hrgović            |
| 34 | Croazia (bandiera)              | C     | Marko Capan              |
| 36 | Croazia (bandiera)              | C     | Tino Blaž Lauš           |
| 37 | Croazia (bandiera)              | C     | Noa Skoko                |
| 40 | Croazia (bandiera)              | P     | Borna Buljan             |
| 44 | Croazia (bandiera)              | D     | Luka Vušković            |
| 70 | Croazia (bandiera)              | A     | Josip Brekalo            |
| 77 | Kosovo (bandiera)               | C     | Emir Sahiti              |
| 88 | Croazia (bandiera)              | C     | Ivan Ćubelić             |
| 91 | Croazia (bandiera)              | P     | Lovre Kalinić (capitano) |
| 97 | Portogallo (bandiera)           | D     | Ferro                    |
| 99 | Bosnia ed Erzegovina (bandiera) | A     | Filip Čuić               |

## Calciomercato

### Sessione estiva(dal 19/6 al 8/9)
| Acquisti         | Acquisti           | Acquisti     | Acquisti      |
| R.               | Nome               | da           | Modalità      |
| ---------------- | ------------------ | ------------ | ------------- |
| D                | Ismaël Diallo      |              | svincolato    |
| D                | Fahd Moufi         |              | svincolato    |
| D                | Filip Uremović     |              | svincolato    |
| D                | Zvonimir Šarlija   |              | svincolato    |
| C                | Tino Blaž Lauš     | Velež Mostar | fine prestito |
| C                | Vadis Odjidja-Ofoe |              | svincolato    |
| C                | Mihael Žaper       | Osijek       | definitivo    |
| A                | Ivan Dolček        | Sebenico     | fine prestito |
| A                | Leon Dajaku        | Sunderland   | definitivo    |
| Altre operazioni |                    |              |               |
| R.               | Nome               | da           | Modalità      |
| D                | Josip Vuković      | Al-Faisaly   | fine prestito |

| Cessioni         | Cessioni          | Cessioni         | Cessioni      |
| R.               | Nome              | a                | Modalità      |
| ---------------- | ----------------- | ---------------- | ------------- |
| P                | Danijel Subašić   |                  | fine carriera |
| P                | Karlo Sentić      | Diósgyőr         | prestito      |
| P                | Toni Silić        | Sheriff Tiraspol | prestito      |
| D                | Chidozie Awaziem  |                  | fine prestito |
| D                | Elvis Letaj       | Radomlje         | prestito      |
| D                | Gergő Lovrencsics |                  | svincolato    |
| D                | Josip Vuković     |                  | svincolato    |
| D                | Stefan Simić      |                  | svincolato    |
| D                | Toni Borevković   |                  | fine prestito |
| C                | Lukas Grgic       | Rapid Vienna     | definitivo    |
| C                | Marco Fossati     |                  | svincolato    |
| C                | Marko Capan       | Široki Brijeg    | prestito      |
| A                | Agustin Anello    |                  | fine prestito |
| A                | Jan Mlakar        | Pisa             | definitivo    |
| A                | Nikola Kalinić    |                  | svincolato    |
| Altre operazioni |                   |                  |               |
| R.               | Nome              | a                | Modalità      |
| D                | Dominik Prpić     | Radomlje         | prestito      |
| C                | Ivan Ćalušić      | Istria 1961      | definitivo    |
| C                | Ivan Krolo        | Radomlje         | prestito      |
| C                | Madžid Šošić      | Radomlje         | prestito      |
| C                | Mario Čuić        | Istria 1961      | definitivo    |
| A                | Jere Vrcić        | Široki Brijeg    | prestito      |

### Operazioni esterne alle finestre di calciomercato
| Acquisti         | Acquisti              | Acquisti      | Acquisti      |
| R.               | Nome                  | da            | Modalità      |
| ---------------- | --------------------- | ------------- | ------------- |
| C                | László Kleinheisler   | Panathīnaïkos | prestito      |
| A                | Aleksandar Trajkovski |               | svincolato    |
| A                | Nikola Kalinić        |               | svincolato    |
| Altre operazioni |                       |               |               |
| R.               | Nome                  | da            | Modalità      |
| D                | Dominik Prpić         | Radomlje      | fine prestito |

| Cessioni | Cessioni | Cessioni | Cessioni |
| R.       | Nome     | a        | Modalità |
| -------- | -------- | -------- | -------- |

### Sessione invernale(dal 7/1 al 6/2)
| Acquisti | Acquisti      | Acquisti   | Acquisti |
| R.       | Nome          | da         | Modalità |
| -------- | ------------- | ---------- | -------- |
| A        | Ivan Perišić  | Tottenham  | prestito |
| A        | Josip Brekalo | Fiorentina | prestito |

| Cessioni         | Cessioni       | Cessioni            | Cessioni   |
| R.               | Nome           | a                   | Modalità   |
| ---------------- | -------------- | ------------------- | ---------- |
| D                | Luka Vušković  | Radomiak Radom      | prestito   |
| C                | Tino Blaž Lauš | Koper               | prestito   |
| C                | Ivan Dolček    | DAC Dunajská Streda | definitivo |
| Altre operazioni |                |                     |            |
| R.               | Nome           | a                   | Modalità   |
| P                | Karlo Sentić   | Ordabasy            | prestito   |

|}

## Risultati

### Hrvatska nogometna liga

#### Girone di andata
| Arbitro: | Pajač (Sveti Ivan Zelina) |

|              |           |                          |
| Petković 35’ | Marcatori | 74’ Livaja 90+3’ Pukštas |

| Arbitro: | Patrik Kolarić (Čakovec) |

|             |           |  |
| Pukštas 50’ | Marcatori |  |

| Arbitro: | Ante Čulina (Zagabria) |

|  |           |            |
|  | Marcatori | 42’ Livaja |

| Arbitro: | Zdenko Lovrić (Đakovo) |

|                            |           |  |
| Livaja 54’, 63’ Dajaku 89’ | Marcatori |  |

| Arbitro: | Patrik Kolarić (Čakovec) |

|  |           |                       |
|  | Marcatori | 4’ Livaja 14’ Melnjak |

| Arbitro: | Fran Jović (Zagabria) |

|            |           |                           |
| Belcar 36’ | Marcatori | 29’ Krovinović 86’ Dajaku |

| Arbitro: | Pajač (Sveti Ivan Zelina) |

|  |           |               |
|  | Marcatori | 90+12’ Lisica |

| Arbitro: | Dario Bel (Osijek) |

|                         |           |             |
| Štiglec 87’ Jurić 90+2’ | Marcatori | 62’ Šarlija |

| Arbitro: | Patrik Kolarić (Čakovec) |

|            |           |  |
| Sahiti 76’ | Marcatori |  |

#### Girone di ritorno
| Arbitro: | Pajač (Sveti Ivan Zelina) |

|            |           |  |
| Sahiti 59’ | Marcatori |  |

| Arbitro: | Patrik Kolarić (Čakovec) |

|                     |           |  |
| Janković 63’ (rig.) | Marcatori |  |

| Arbitro: | Fran Jović (Zagabria) |

|  |           |                            |
|  | Marcatori | 46’ Brlek 73’ (aut.) Lučić |

| Arbitro: | Mateo Erceg (Bencovazzo) |

|  |           |                   |
|  | Marcatori | 44’ (rig.) Livaja |

| Arbitro: | Dario Bel (Osijek) |

|                |           |  |
| Trajkovski 47’ | Marcatori |  |

| Arbitro: | Patrik Kolarić (Čakovec) |

|                                        |           |                     |
| Pukštas 35’ Šarlija 39’ Krovinović 66’ | Marcatori | 83’ (aut.) Uremović |

| Arbitro: | Ante Čulina (Zagabria) |

|  |           |                              |
|  | Marcatori | 16’ Sahiti 90’ (rig.) Livaja |

| Arbitro: | Patrik Kolarić (Čakovec) |

|                                 |           |  |
| Dajaku 20’ Žaper 64’ Sahiti 69’ | Marcatori |  |

| Arbitro: | Dario Bel (Osijek) |

|             |           |              |
| Goričan 25’ | Marcatori | 75’ Benrahou |

#### Girone di andata
| Zagabria 17 dicembre 2023, ore 17:15 CET 19ª giornata | Dinamo Zagabria          | 0 – 0 referto | Hajduk Spalato | Stadio Maksimir (18 313 spett.)\| Arbitro: \| Patrik Kolarić (Čakovec) \| |
| Arbitro:                                              | Patrik Kolarić (Čakovec) |               |                |                                                                           |

| Arbitro: | Patrik Kolarić (Čakovec) |

|             |           |                        |
| Pukštas 15’ | Marcatori | 55’ Obregón 75’ Selahi |

| Arbitro: | Pajač (Sveti Ivan Zelina) |

|            |           |              |
| Miérez 72’ | Marcatori | 57’ Uremović |

| Arbitro: | Ante Čulina (Zagabria) |

|                                                 |           |  |
| N. Kalinić 45+2’ Brekalo 47’ Kalik 50’ Čuić 68’ | Marcatori |  |

| Arbitro: | Dario Bel (Osijek) |

|  |           |                         |
|  | Marcatori | 48’ Livaja 90+7’ Dajaku |

| Arbitro: | Fran Jović (Zagabria) |

|            |           |           |
| Belcar 40’ | Marcatori | 66’ Sigur |

| Arbitro: | Zdenko Lovrić (Đakovo) |

|                |           |  |
| Krovinović 48’ | Marcatori |  |

| Arbitro: | Dario Bel (Osijek) |

|  |           |                                     |
|  | Marcatori | 22’ Livaja 31’ Benrahou 41’ Pukštas |

| Arbitro: | Pajač (Sveti Ivan Zelina) |

|              |           |                    |
| Livaja 90+5’ | Marcatori | 26’, 60’ Mudražija |

#### Girone di ritorno
| Arbitro: | Siebert |

|  |           |              |
|  | Marcatori | 34’ Petković |

| Arbitro: | Feșnic |

|             |           |  |
| Pašalić 70’ | Marcatori |  |

| Arbitro: | Fran Jović (Zagabria) |

|                |           |                         |
| Trajkovski 28’ | Marcatori | 19’ Matković 42’ Miérez |

| Arbitro: | Patrik Kolarić (Čakovec) |

|  |           |                |
|  | Marcatori | 12’ Trajkovski |

| Arbitro: | Mateo Erceg (Bencovazzo) |

|                                                 |           |                    |
| Pukštas 4’, 26’ Krovinović 53’, 59’ Kalinić 71’ | Marcatori | 28’ (aut.) Pukštas |

| Arbitro: | Toni Dadić (Zagabria) |

|  |           |             |
|  | Marcatori | 67’ Drožđek |

| Arbitro: | Ante Čulina (Zagabria) |

|          |           |             |
| Lawal 4’ | Marcatori | 42’ Perišić |

| Arbitro: | Tihomir Pejin (Donji Miholjac) |

|                                   |           |              |
| Trajkovski 30’ Štiglec 64’ (aut.) | Marcatori | 23’ Rukavina |

| Arbitro: | Dario Bel (Osijek) |

|                                    |           |                                                         |
| Jurić-Petrašilo 51’ (aut.) Čop 66’ | Marcatori | 18’, 38’, 72’ Trajkovski 47’ (aut.) Kalaica 49’ Brekalo |

### Coppa di Croazia
| Arbitro: | Ivana Martinčić (Koprivnica) |

|  |           |                                                               |
|  | Marcatori | 16’ Livaja 43’ Dolček 45+1’ Sahiti 52’ Lauš 57’, 65’ Benrahou |

| Arbitro: | Ivana Dario Kulušić (Sebenico) |

|  |           |                                |
|  | Marcatori | 73’ (aut.) Martić 90+2’ Sahiti |

| Arbitro: | Pajač (Sveti Ivan Zelina) |

|                                                                         |           |  |
| Diallo 42’ Krovinović 45+2’ Kleinheisler 65’ Elez 68’ Livaja 72’ (rig.) | Marcatori |  |

| Arbitro: | Maresca |

|  |           |               |
|  | Marcatori | 14’ Kulenović |

### UEFA Europa Conference League

#### Terzo turno preliminare
| Spalato 10 agosto 2023, ore 21:00 CEST Terzo turno preliminare – Andata | Hajduk Spalato | 0 – 0 referto | PAOK | Stadio Poljud (33 573 spett.)\| Arbitro: \| Krogh \| |
| Arbitro:                                                                | Krogh          |               |      |                                                      |

| Arbitro: | Stegemann |

|                                        |           |  |
| Schwab 12’ (rig.) A. Živković 79’, 85’ | Marcatori |  |

### Supercoppa di Croazia
| Arbitro: | Dario Bel (Osijek) |

|              |           |  |
| Baturina 52’ | Marcatori |  |

## Statistiche

### Statistiche di squadra
| Competizione          | Punti | In casa | In casa | In casa | In casa | In casa | In casa | In trasferta | In trasferta | In trasferta | In trasferta | In trasferta | In trasferta | Totale | Totale | Totale | Totale | Totale | Totale | DR  |
| Competizione          | Punti | G       | V       | N       | P       | Gf      | Gs      | G            | V            | N            | P            | Gf           | Gs           | G      | V      | N      | P      | Gf     | Gs     | DR  |
| --------------------- | ----- | ------- | ------- | ------- | ------- | ------- | ------- | ------------ | ------------ | ------------ | ------------ | ------------ | ------------ | ------ | ------ | ------ | ------ | ------ | ------ | --- |
| HNL                   | 68    | 18      | 11      | 0       | 7       | 28      | 14      | 18           | 10           | 5            | 3            | 26           | 12           | 36     | 21     | 5      | 10     | 54     | 26     | +28 |
| Coppa di Croazia      | -     | 2       | 1       | 0       | 1       | 5       | 1       | 2            | 2            | 0            | 0            | 8            | 0            | 4      | 3      | 0      | 1      | 13     | 1      | +12 |
| Conference League     | -     | 1       | 0       | 1       | 0       | 0       | 0       | 1            | 0            | 0            | 1            | 0            | 3            | 2      | 0      | 1      | 1      | 0      | 3      | -3  |
| Supercoppa di Croazia | -     | 0       | 0       | 0       | 0       | 0       | 0       | 1            | 0            | 0            | 1            | 0            | 1            | 1      | 0      | 0      | 1      | 0      | 1      | -1  |
| Totale                | -     | 21      | 12      | 1       | 8       | 33      | 15      | 22           | 12           | 5            | 5            | 34           | 16           | 43     | 24     | 6      | 13     | 67     | 31     | +36 |

### Andamento in campionato
| Giornata  | 1 | 2 | 3 | 4 | 5 | 6 | 7 | 8 | 9 | 10 | 11 | 12 | 13 | 14 | 15 | 16 | 17 | 18 | 19 | 20 | 21 | 22 | 23 | 24 | 25 | 26 | 27 | 28 | 29 | 30 | 31 | 32 | 33 | 34 | 35 | 36 |
| --------- | - | - | - | - | - | - | - | - | - | -- | -- | -- | -- | -- | -- | -- | -- | -- | -- | -- | -- | -- | -- | -- | -- | -- | -- | -- | -- | -- | -- | -- | -- | -- | -- | -- |
| Luogo     | T | C | T | C | T | T | C | T | C | C  | T  | C  | T  | C  | C  | T  | C  | T  | T  | C  | T  | C  | T  | T  | C  | T  | C  | C  | T  | C  | T  | C  | C  | T  | C  | T  |
| Risultato | V | V | V | V | V | V | S | S | V | V  | S  | S  | V  | V  | V  | V  | V  | N  | N  | S  | N  | V  | V  | N  | V  | V  | S  | S  | S  | S  | V  | V  | S  | N  | V  | V  |
| Posizione | 1 | 1 | 1 | 1 | 1 | 1 | 1 | 1 | 1 | 1  | 2  | 2  | 2  | 2  | 1  | 1  | 1  | 1  | 1  | 2  | 2  | 2  | 2  | 2  | 2  | 2  | 3  | 3  | 3  | 3  | 3  | 3  | 3  | 3  | 3  | 3  |

Legenda:

Luogo: C = Casa; T = Trasferta. Risultato: V = Vittoria; N = Pareggio; P = Sconfitta.

### Statistiche dei giocatori
| Giocatore          | HNL      | HNL  | HNL         | HNL        | Coppa di Croazia | Coppa di Croazia | Coppa di Croazia | Coppa di Croazia | Conference League | Conference League | Conference League | Conference League | Supercoppa di Croazia | Supercoppa di Croazia | Supercoppa di Croazia | Supercoppa di Croazia | Totale   | Totale | Totale      | Totale     |
| Giocatore          | Presenze | Reti | Ammonizioni | Espulsioni | Presenze         | Reti             | Ammonizioni      | Espulsioni       | Presenze          | Reti              | Ammonizioni       | Espulsioni        | Presenze              | Reti                  | Ammonizioni           | Espulsioni            | Presenze | Reti   | Ammonizioni | Espulsioni |
| ------------------ | -------- | ---- | ----------- | ---------- | ---------------- | ---------------- | ---------------- | ---------------- | ----------------- | ----------------- | ----------------- | ----------------- | --------------------- | --------------------- | --------------------- | --------------------- | -------- | ------ | ----------- | ---------- |
| M. Bačić           | 1        | 0    | 0           | 0          | -                | -                | -                | -                | -                 | -                 | -                 | -                 | -                     | -                     | -                     | -                     | 1        | 0      | 0           | 0          |
| Y. Benrahou        | 24       | 2    | 0           | 0          | 4                | 2                | 0                | 0                | 1                 | 0                 | 0                 | 0                 | 1                     | 0                     | 0                     | 0                     | 30       | 4      | 0           | 0          |
| R. Bezeljak        | 1        | 0    | 0           | 0          | -                | -                | -                | -                | -                 | -                 | -                 | -                 | -                     | -                     | -                     | -                     | 1        | 0      | 0           | 0          |
| T. Blaž Lauš       | 3        | 0    | 1           | 0          | 2                | 1                | 0                | 0                | 0                 | 0                 | 0                 | 0                 | 0                     | 0                     | 0                     | 0                     | 5        | 1      | 1           | 0          |
| R. Brajković       | 2        | 0    | 0           | 0          | 1                | 0                | 0                | 0                | 0                 | 0                 | 0                 | 0                 | 0                     | 0                     | 0                     | 0                     | 3        | 0      | 0           | 0          |
| J. Brekalo         | 14       | 2    | 0           | 0          | 2                | 0                | 0                | 0                | -                 | -                 | -                 | -                 | -                     | -                     | -                     | -                     | 16       | 2      | 0           | 0          |
| B. Buljan          | 7        | -8   | 0           | 0          | 0                | 0                | 0                | 0                | -                 | -                 | -                 | -                 | -                     | -                     | -                     | -                     | 7        | -8     | 0           | 0          |
| M. Capan           | -        | -    | -           | -          | -                | -                | -                | -                | -                 | -                 | -                 | -                 | 0                     | 0                     | 0                     | 0                     | 0        | 0      | 0           | 0          |
| F. Čuić            | 7        | 1    | 2           | 0          | 1                | 0                | 0                | 0                | 1                 | 0                 | 1                 | 0                 | 1                     | 0                     | 0                     | 0                     | 10       | 1      | 3           | 0          |
| I. Ćubelić         | 0        | 0    | 0           | 0          | 0                | 0                | 0                | 0                | 0                 | 0                 | 0                 | 0                 | 0                     | 0                     | 0                     | 0                     | 0        | 0      | 0           | 0          |
| L. Dajaku          | 23       | 4    | 0           | 0          | 1                | 0                | 0                | 0                | 1                 | 0                 | 0                 | 0                 | 1                     | 0                     | 0                     | 0                     | 26       | 4      | 0           | 0          |
| I. Diallo          | 24       | 0    | 3           | 0          | 2                | 1                | 1                | 0                | 2                 | 0                 | 1                 | 0                 | 0                     | 0                     | 0                     | 0                     | 28       | 1      | 5           | 0          |
| I. Dolček          | 10       | 0    | 2           | 0          | 1                | 1                | 0                | 0                | 2                 | 0                 | 0                 | 0                 | 1                     | 0                     | 0                     | 0                     | 14       | 1      | 2           | 0          |
| B. Durdov          | 2        | 0    | 0           | 0          | -                | -                | -                | -                | -                 | -                 | -                 | -                 | -                     | -                     | -                     | -                     | 2        | 0      | 0           | 0          |
| J. Elez            | 16       | 0    | 0           | 0          | 2                | 1                | 1                | 0                | 0                 | 0                 | 0                 | 0                 | -                     | -                     | -                     | -                     | 18       | 1      | 1           | 0          |
| F. Ferro           | 5        | 0    | 1           | 0          | 0                | 0                | 0                | 0                | 1                 | 0                 | 0                 | 0                 | 1                     | 0                     | 0                     | 0                     | 7        | 0      | 1           | 0          |
| L. Grgic           | -        | -    | -           | -          | -                | -                | -                | -                | -                 | -                 | -                 | -                 | -                     | -                     | -                     | -                     | -        | -      | -           | -          |
| Š. Hrgović         | 8        | 0    | 0           | 0          | 1                | 0                | 0                | 0                | -                 | -                 | -                 | -                 | -                     | -                     | -                     | -                     | 9        | 0      | 0           | 0          |
| L. Jurak           | 3        | 0    | 0           | 0          | -                | -                | -                | -                | -                 | -                 | -                 | -                 | -                     | -                     | -                     | -                     | 3        | 0      | 0           | 0          |
| M. Jurić-Petrašilo | 1        | 0    | 0           | 0          | -                | -                | -                | -                | -                 | -                 | -                 | -                 | -                     | -                     | -                     | -                     | 1        | 0      | 0           | 0          |
| A. Kalik           | 24       | 1    | 5           | 0          | 3                | 0                | 1                | 0                | 1                 | 0                 | 0                 | 0                 | 0                     | 0                     | 0                     | 0                     | 28       | 1      | 6           | 0          |
| L. Kalinić         | 1        | -1   | 0           | 0          | 2                | -1               | 0                | 0                | -                 | -                 | -                 | -                 | -                     | -                     | -                     | -                     | 3        | -2     | 0           | 0          |
| N. Kalinić         | 10       | 2    | 3           | 0          | 1                | 0                | 0                | 0                | -                 | -                 | -                 | -                 | -                     | -                     | -                     | -                     | 11       | 2      | 3           | 0          |
| A. Kavelj          | 0        | 0    | 0           | 0          | -                | -                | -                | -                | 0                 | 0                 | 0                 | 0                 | -                     | -                     | -                     | -                     | 0        | 0      | 0           | 0          |
| L. Kleinheisler    | 12       | 0    | 3           | 0          | 2                | 1                | 1                | 0                | -                 | -                 | -                 | -                 | -                     | -                     | -                     | -                     | 14       | 1      | 4           | 0          |
| F. Krovinović      | 34       | 5    | 4           | 0          | 3                | 1                | 0                | 0                | 1                 | 0                 | 0                 | 0                 | 1                     | 0                     | 0                     | 0                     | 39       | 6      | 4           | 0          |
| M. Livaja          | 25       | 10   | 3           | 0          | 3                | 2                | 1                | 0                | 2                 | 0                 | 0                 | 0                 | -                     | -                     | -                     | -                     | 30       | 12     | 4           | 0          |
| I. Lučić           | 28       | -17  | 0           | 0          | 3                | 0                | 0                | 0                | 2                 | -3                | 0                 | 0                 | 1                     | -1                    | 0                     | 0                     | 34       | -21    | 0           | 0          |
| D. Melnjak         | 13       | 1    | 1           | 0          | 1                | 0                | 0                | 0                | 2                 | 0                 | 0                 | 0                 | 1                     | 0                     | 0                     | 0                     | 17       | 1      | 1           | 0          |
| D. Mikanović       | 12       | 0    | 4           | 1          | 3                | 0                | 0                | 0                | 2                 | 0                 | 0                 | 0                 | -                     | -                     | -                     | -                     | 17       | 0      | 4           | 1          |
| J. Mlakar          | 4        | 0    | 0           | 0          | -                | -                | -                | -                | 2                 | 0                 | 0                 | 0                 | 1                     | 0                     | 0                     | 0                     | 7        | 0      | 0           | 0          |
| F. Moufi           | 28       | 0    | 2           | 0          | 3                | 0                | 0                | 0                | 2                 | 0                 | 1                 | 0                 | 1                     | 0                     | 0                     | 0                     | 34       | 0      | 3           | 0          |
| V. Odjidja-Ofoe    | 25       | 0    | 1           | 0          | 2                | 0                | 1                | 0                | 2                 | 0                 | 1                 | 0                 | 1                     | 0                     | 0                     | 0                     | 30       | 0      | 3           | 0          |
| I. Perišić         | 7        | 1    | 0           | 0          | 1                | 0                | 0                | 0                | -                 | -                 | -                 | -                 | -                     | -                     | -                     | -                     | 8        | 1      | 0           | 0          |
| D. Prpić           | 9        | 0    | 0           | 0          | 1                | 0                | 0                | 0                | -                 | -                 | -                 | -                 | -                     | -                     | -                     | -                     | 10       | 0      | 0           | 0          |
| R. Pukštas         | 28       | 7    | 2           | 0          | 3                | 0                | 1                | 0                | -                 | -                 | -                 | -                 | 1                     | 0                     | 0                     | 0                     | 32       | 7      | 3           | 0          |
| E. Sahiti          | 32       | 4    | 5           | 0          | 3                | 2                | 0                | 0                | 2                 | 0                 | 0                 | 0                 | 1                     | 0                     | 1                     | 0                     | 38       | 6      | 6           | 0          |
| N. Sigur           | 34       | 1    | 6           | 0          | 2                | 0                | 1                | 0                | 2                 | 0                 | 1                 | 0                 | 1                     | 0                     | 1                     | 0                     | 39       | 1      | 9           | 0          |
| T. Silić           | 0        | 0    | 0           | 0          | -                | -                | -                | -                | 0                 | 0                 | 0                 | 0                 | 0                     | 0                     | 0                     | 0                     | 0        | 0      | 0           | 0          |
| N. Skoko           | 3        | 0    | 0           | 0          | -                | -                | -                | -                | -                 | -                 | -                 | -                 | -                     | -                     | -                     | -                     | 3        | 0      | 0           | 0          |
| Z. Šarlija         | 28       | 2    | 5           | 0          | 4                | 0                | 0                | 0                | 2                 | 0                 | 1                 | 0                 | 1                     | 0                     | 0                     | 0                     | 35       | 2      | 6           | 0          |
| A. Trajkovski      | 17       | 7    | 2           | 0          | 2                | 0                | 0                | 0                | -                 | -                 | -                 | -                 | -                     | -                     | -                     | -                     | 19       | 7      | 2           | 0          |
| F. Uremović        | 24       | 1    | 3           | 0          | 3                | 0                | 0                | 0                | -                 | -                 | -                 | -                 | -                     | -                     | -                     | -                     | 27       | 1      | 3           | 0          |
| L. Vušković        | 0        | 0    | 0           | 0          | -                | -                | -                | -                | -                 | -                 | -                 | -                 | 0                     | 0                     | 0                     | 0                     | 0        | 0      | 0           | 0          |
| M. Žaper           | 12       | 1    | 2           | 0          | 2                | 0                | 1                | 0                | -                 | -                 | -                 | -                 | -                     | -                     | -                     | -                     | 14       | 1      | 3           | 0          |

## Giovanili

### Organigramma
Area direttiva
- Responsabile Settore Giovanile: Boro Primorac
- Assistente Responsabile Settore Giovanile: Goran Sablić e Hrvoje Vuković
- Osservatori: Mate Radić

Area tecnica
- Allenatore (U-19): Toni Golem, da settembre Zlatko Jerković
- Allenatore (U-18): Luka Vučko, da gennaio Ivan Vukasović
- Allenatore (U-17): Jure Ivanković, da gennaio Luka Vučko
- Allenatore (U-16): Zvonimir Milić, da settembre Ivan Vukasović, da gennaio Frane Lojić
- Allenatore (U-15): Zlatko Jerković, da settembre Zvonimir Milić
- Allenatore (U-14): Marin Nerlović
- Allenatore (U-13): Ante Puljiz
- Allenatore (U-12): Roko Španjić
- Allenatore (U-11): Ante Vitaić
- Allenatore (U-10): Ivan Rako
- Allenatore (U-9): Mario Lovreković
- Allenatore (U-8): Josip Vardić
- Coordinatore preparatore dei portieri: Ivica Roguljić
- Coordinatore del condizionamento fisico: Boris Peyrek
- Coordinatore del lavoro individuale: Zvonimir Tomić
- Preparatore dei portieri (U-19): Darko Franić
- Preparatore dei portieri (U-18, U-16): Goran Blažević
- Preparatore dei portieri (U-17, U-15): Hrvoje Sunara
- Preparatore dei portieri (U-14, U-13): Mateo Bebić
- Preparatore dei portieri (U-12, U-11): Marko Čagalj
- Preparatore dei portieri (U-10, U-9, U-8): Stjepan Radovančić
- Lavoro individuale: Vinko Bego, Joško Španjić

### Piazzamenti
- Juniori (U-19):
  - Campionato: 3º classificato
  - Coppa di Croazia: Quarti di finale

- Kadeti (U-17):
  - Campionato: 3º classificato
  - Coppa di Croazia: Vincitore
  - Generation Adidas Cup: Quarti di finale[60]

- Pioniri (U-15):
  - Campionato: 3º classificato
  - Coppa di Croazia: Vincitore